# Виноградов, Михаил Евгеньевич
Михаи́л Евге́ньевич Виногра́дов (30 мая 1927, Москва — 26 мая 2007, там же) — советский и российский океанолог, доктор биологических наук (1965), профессор (1978), академик АН СССР по Отделению океанологии, физики атмосферы и географии (1990; член-корреспондент с 1984), заместитель директора Института океанологии им. П. П. Ширшова РАН.

## Биография
Родился в Москве в семье научных работников. После трёх лет учёбы в Энергетическом институте перевелся на биолого-почвенный факультет МГУ, который окончил в 1952 году, и начал работать в Лаборатории планктона ИО АН СССР в качестве младшего научного сотрудника, одновременно был зачислен и заочную аспирантуру Института. В 1955 году защитил кандидатскую диссертацию "Вертикальное распределение и миграции зоопланктона в Беринговом и Охотском морях и северо-западной части Тихого океана ", в 1965 году — докторскую на тему «Вертикальное распределение океанического зоопланктона». С 1967 по 1997 год — заместитель директора Института по науке, куратор биоокеанологического сектора и с 1971 года — заведующий Лабораторией планктона, а затем, с 1985 года — Лабораторией функционирования экосистем пелагиали. Одновременно с 1978 г., по 2000 г. был профессором кафедры общей экологии и гидробиологии МГУ.
Действительный член РАЕН (1993), иностранный член Польской академии наук (1988).
Михаил Евгеньевич Виноградов скончался 26 мая 2007 года. Похоронен на Даниловском кладбище в Москве.

## Научная деятельность
Основное направление научной деятельности: биология океана.
С 1949 года принимал активное участие в экспедиционной деятельности на судах ИО РАН, участник 32 экспедиций в Тихом, Индийском и Атлантическом океанах на нис «Витязь», «Академик Курчатов», «Дмитрий Менделеев», «Академик Мстислав Келдыш», многократно погружался на подводных обитаемых аппаратах «Аргус», «Мир-1» и «Мир-2», участник первой Советской Антарктической Экспедиции.
С 1968 г. по его инициативе и под руководством началось планомерное изучение структуры и функционирования пелагических экосистем океана — новое направление биоокеанологических исследований. За 25 лет этой проблеме было посвящено 20 научных рейсов на «Витязе» и других судах ИО РАН с использованием глубоководных обитаемых аппаратов «Аргус» и «Мир» и глобальных спутниковых съемок океана из космоса. С 1978 г. им были развернуты важные в практическом отношении работы на Чёрном море по исследованию поведения морских экосистем, их изменения в условиях антропогенного стресса. В районе гибели АПЛ «Комсомолец» в Норвежском море в 1994 г. им были организованы работы по океанологическому мониторингу района катастрофы и показано, что в случае выброса в окружающую среду загрязняющих веществ и радионуклидов наиболее быстрым путём их переноса со дна к поверхностиморя может оказаться их перенос морскими организмами через трофические цепи в результате вертикальных миграций планктона. Часть перечисленных выше экспедиций проводилась по международным программам (СЭВ, JGOFS, COM3 Blac, SeaWYFS). В своих работах он исходил из представлений об океане как целостной динамической системе, в которой физические, химические, геологические и биологические процессы тесно связаны и взаимно обусловлены.
Основное направление научной деятельности — разработка различных аспектов биоокеанологии, главным образом выяснение закономерностей распределения жизни в пелагиали океана. Им исследованы вопросы вертикального распределения и миграций населения всей толщи океанических вод, количественное распределение планктона, особенности существования глубоководной пелагической фауны, биологическая зональность океана. Ряд работ посвящён выяснению закономерностей существования населения в поверхностной продуцирующей зоне дальневосточных морей, северной и западной частей Тихого океана, вод Антарктики, тропических и экваториальных районов Тихого, Атлантического и Индийского океанов, Чёрного, Норвежского и Карского морей. Большое внимание уделялось вопросам таксономии и биогеографии, специально разрабатывался вопрос о систематике амфипод — издана сводка мировой фауны этой слабо изученной группы.
Три последних десятилетия были посвящены работам по проблеме динамики экосистем океана — основной задачи, стоящей перед биоокеанологией в свете истощения естественных биологических ресурсов океана и нарушения его экосистем антропогенными воздействиями. Произведена оценка современного состояния и выявлены тенденции изменения количества морских биоресурсов в наиболее продуктивных районах океана — зонах апвеллингов и фронтальных зонах, вскрыты механизмы формирования экстремально высокой биологической продуктивности этих важнейших промысловых районов океана.
Председатель секции «Биология океана» Комиссии по проблемам Мирового океана и заместитель председателя этой комиссии (1988), заместитель председателя Научного совета по гидробиологии и ихтиологии АН СССР, Вице-президент Всесоюзного гидробиологического общества (с 1989), директор ФГУ «Межведомственная ихтиологическая комиссия» (1992), член Совета ряда других Межведомственных комиссий, член редколлегий ряда журналов: «Океанология», (главный редактор), «Вопросы рыболовства» (председатель редакционного совета), «Биология моря», «Природа», «Russian journal of Aquatic Ecology», «Атлас океанов», «Marine Biology», ответственный редактор многих книг, в том числе «Облик биосферы» Р. Маргалефа, а также томов трудов ИОРАН, член рабочих групп Международного научного комитета по океанографическим исследованиям при ЮНЕСКО (SCOR) (с 1963), был членом консультативного комитета при международном Индоокеанском биологическом центре в Кочине (Индия), член рабочей группы GESAMP (с 1993). Принимал участие во многих международных конгрессах и конференциях (в том числе 1-й и 11-й Международные океанографические конгрессы, X и XI-й Тихоокеанские конгрессы и др.), в совещаниях различных международных организаций, координирующих морские исследования (SCOR, МГП, МГБП, GESAMP).

## Основные работы
- Вертикальное распределение океанического зоопланктона. — М.: Наука, 1968. — 320 с.
- Виноградов М. Е. Количественное распределение жизни по акватории океана. Зоопланктон // Биология океана. — М. : Наука, 1977а. Т. 1 : Биологическая структура океана / под ред. М. Е. Виноградова. С. 65-68.
- Виноградов М. Е. Вертикальное распределение жизни в океане. Зоопланктон // Биология океана. — М. : Наука, 1977б. Т. 1 : Биологическая структура океана / под ред. М. Е. Виноградова. С. 132—151.
- Виноградов М. Е. Пространственно-динамический аспект существования сообществ пелагиали // Биология океана. — М. : Наука, 1977в. Т. 2 : Биологическая продуктивность океана / под ред. М. Е. Виноградова. С. 14-23.
- Амфиподы-гиперииды Мирового океана. Л., 1982 (совм. с А. Ф. Волковым, Т. Н. Семеновой);
- Виноградов М. Е., Шушкина Э. Л. Функционирование планктонных сообществ эпипелагиали океана. — М. : Наука, 1987. — 240 с.
- Экосистема Черного моря. М., 1992 (совм. с В. В. Сапожниковым, Э. А. Шушкиной).

## Награды
- Государственная премия СССР (1977.)
- Медаль «За трудовую доблесть» (1970),
- Орден Трудового Красного Знамени (1975)
- Орден Почёта (1996)[2]